# آبورفیلد و نیولند

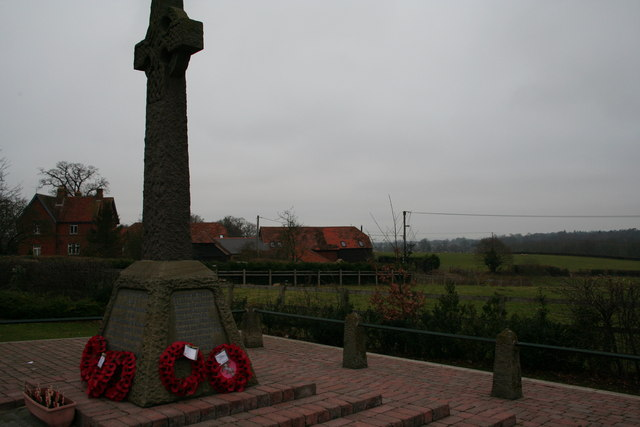

آبورفیلد و نیولند (انگلیسی: Arborfield and Newland) یک بخش داخلی مدنی در ناحیه بارکشر، انگلستان است. این شهرک در سرشماری سال ۲۰۰۱ میلادی، 2228 نفر جمعیت داشته‌است که شامل  آبورفیلد، آبورفیلد و هیل کارتر.